# Улица Белинского (Нижний Новгород)
Улица Бели́нского — одна из центральных улиц Нижнего Новгорода. Начинается от площади Лядова и проходит до Ковалихинской улицы. По ней проходит южная граница между Нижегородским и Советским районами города.

## История
В начале, в 1911 году, имя русского писателя и литературного критика В. Г. Белинского получила часть улицы, затем это имя стала носить и вся современная улица, соединённая из нескольких Напольных улиц (Напольно-Монастырской, Напольно-Лесной, Напольно-Замковой). Ранее на месте современной улицы Белинского находились выгонные земли, потом — государственные винные склады и кирпичные заводы. В 1866 году за Всесвятским Петропавловским кладбищем были спроектированы четыре квартала лесных складов; таким образом, была обозначена ширина будущей улицы в 12 саженей.
Долгое время она являлась окраинной, отсюда название — Напольная, то есть ведущая «на поле». Основная застройка началась только в конце 1920-х годов. Часть домов на улице вошли в квартал кооператива «Объединение» (с 1930-х — «Красный просвещенец»)
В начале XXI века было произведено обновление архитектуры улицы. В 2003 году на улице Белинского открыт торговый центр «Этажи» — яркий пример архитектуры хай-тека, признанный лучшим общественным зданием России и награждённый золотой медалью на X международном архитектурном триеннале «Интерарх-2003» в Софии.
В доме 9а по улице Белинского располагается телевизионный центр — филиал ВГТРК.

## Галерея

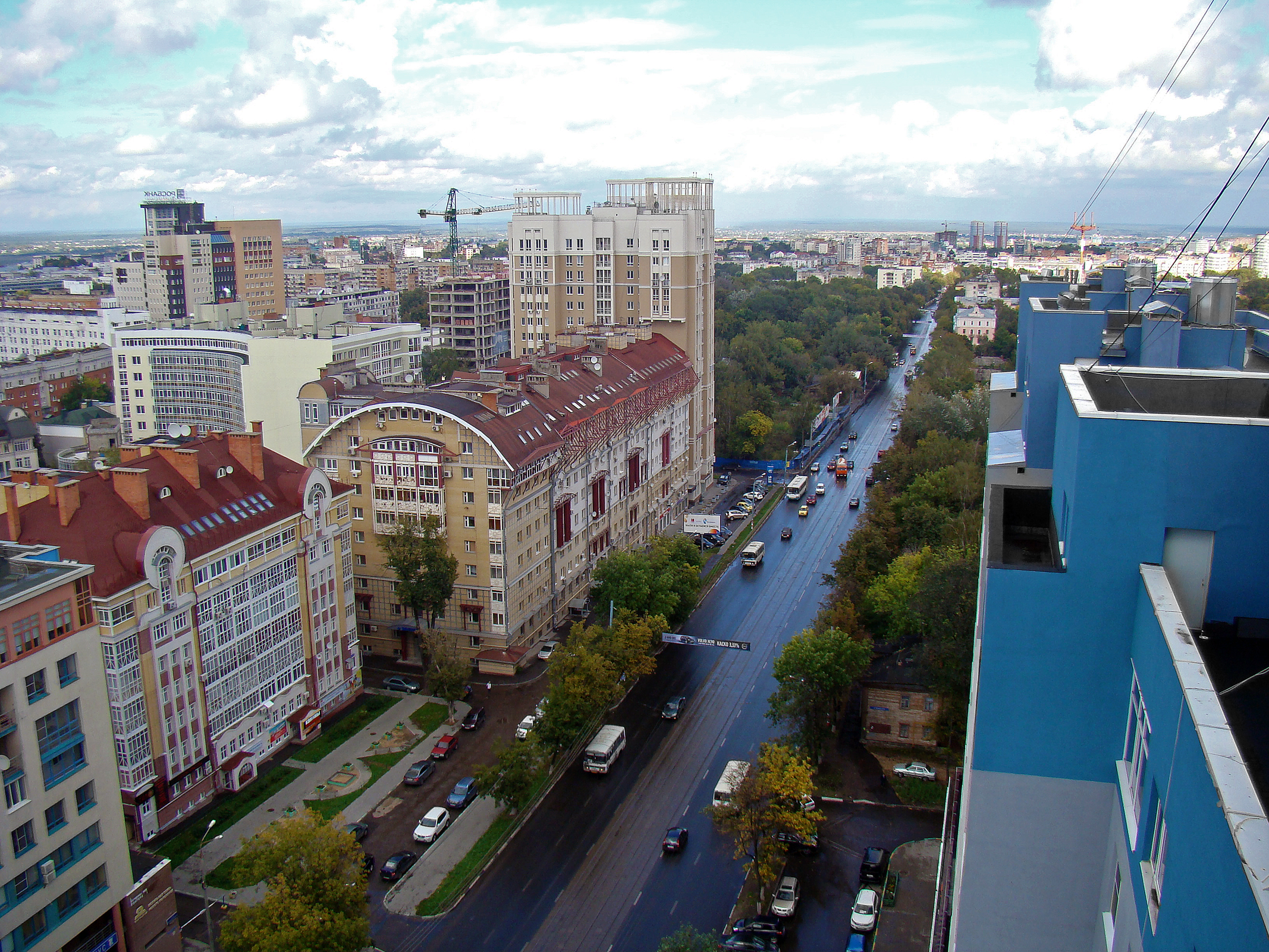
Вид на улицу Белинского
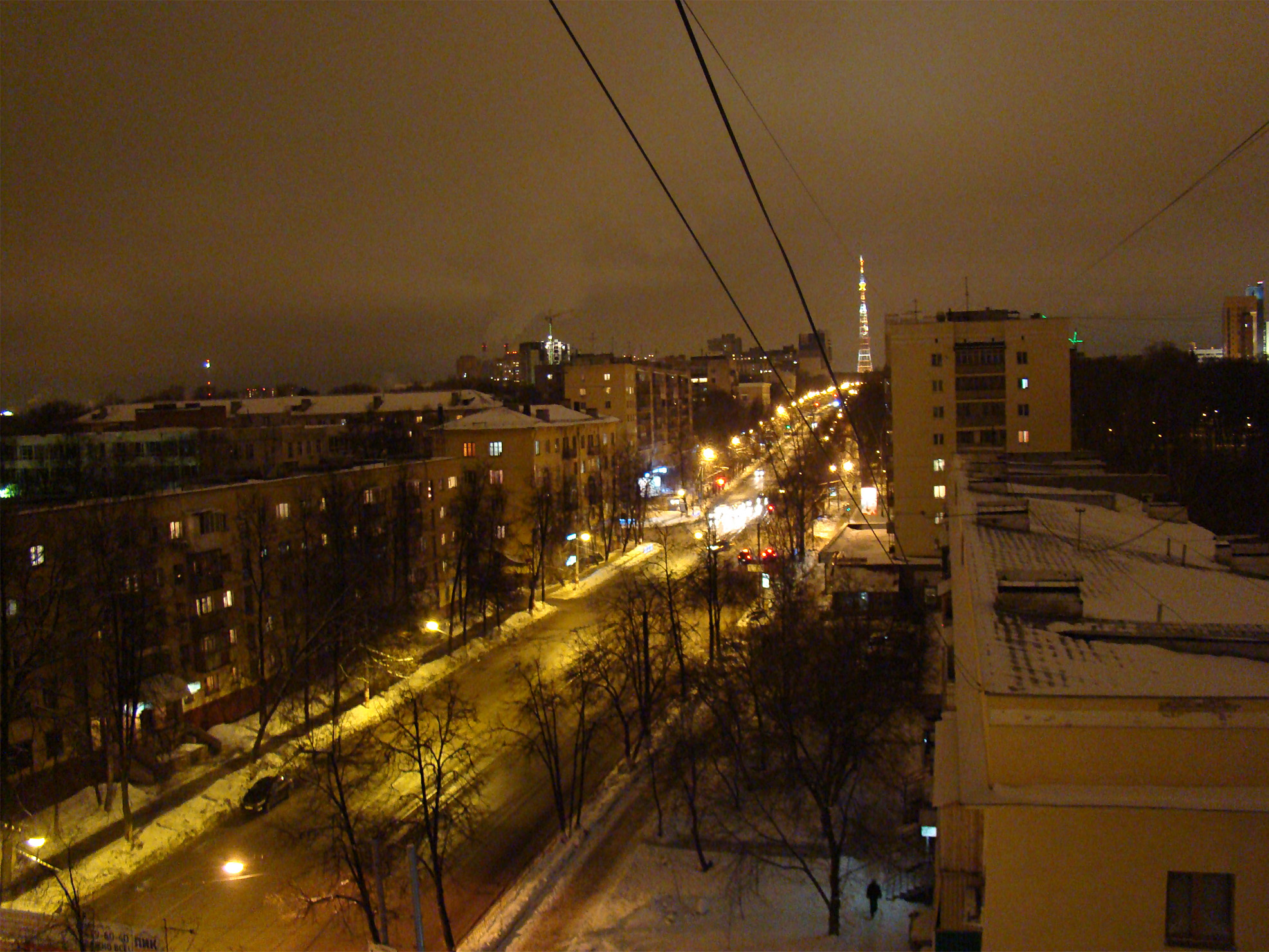
Ночной вид на улицу в сторону телецентра
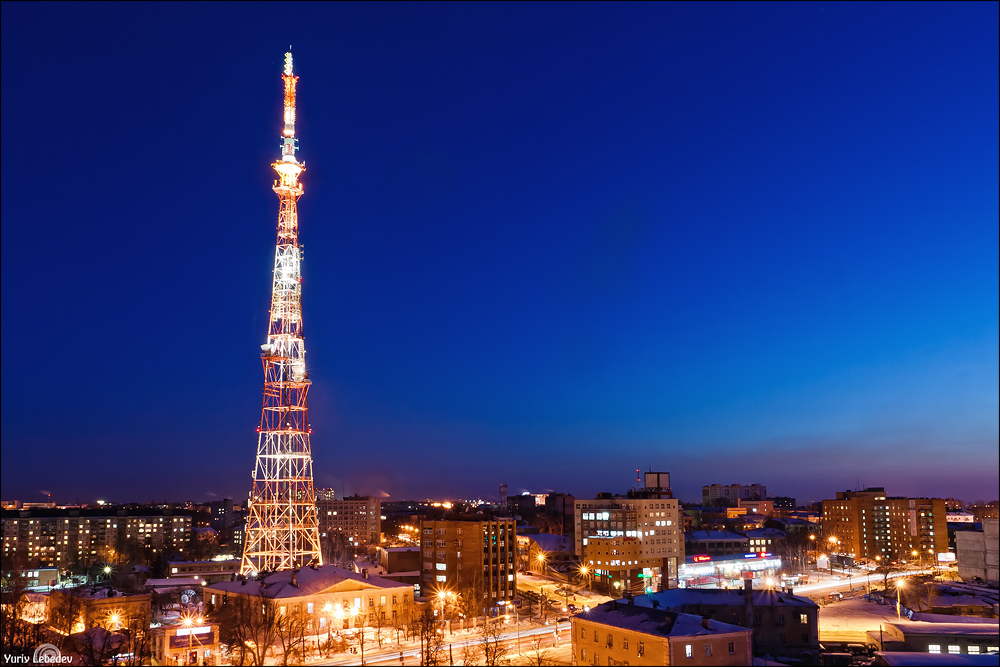
Башня Нижегородского радиотелецентра
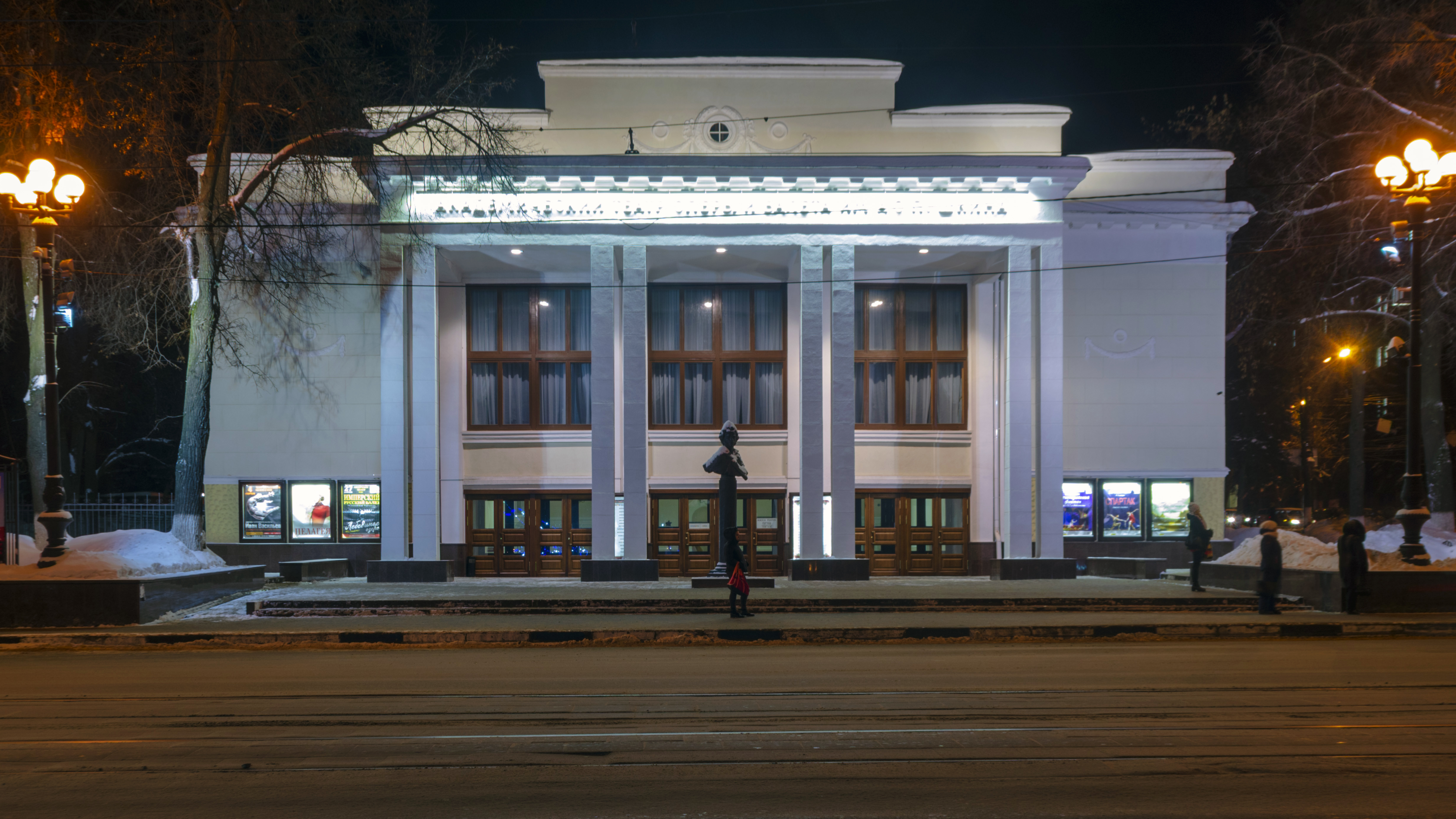
Театр оперы и балета (Белинского, 59)
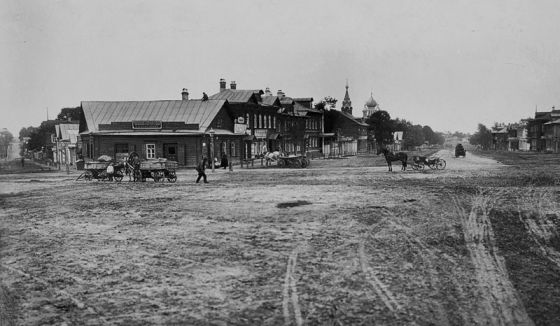
Пересечение с 6-7-й линией (Ижорской). 1910 г. Фото Максима Дмитриева
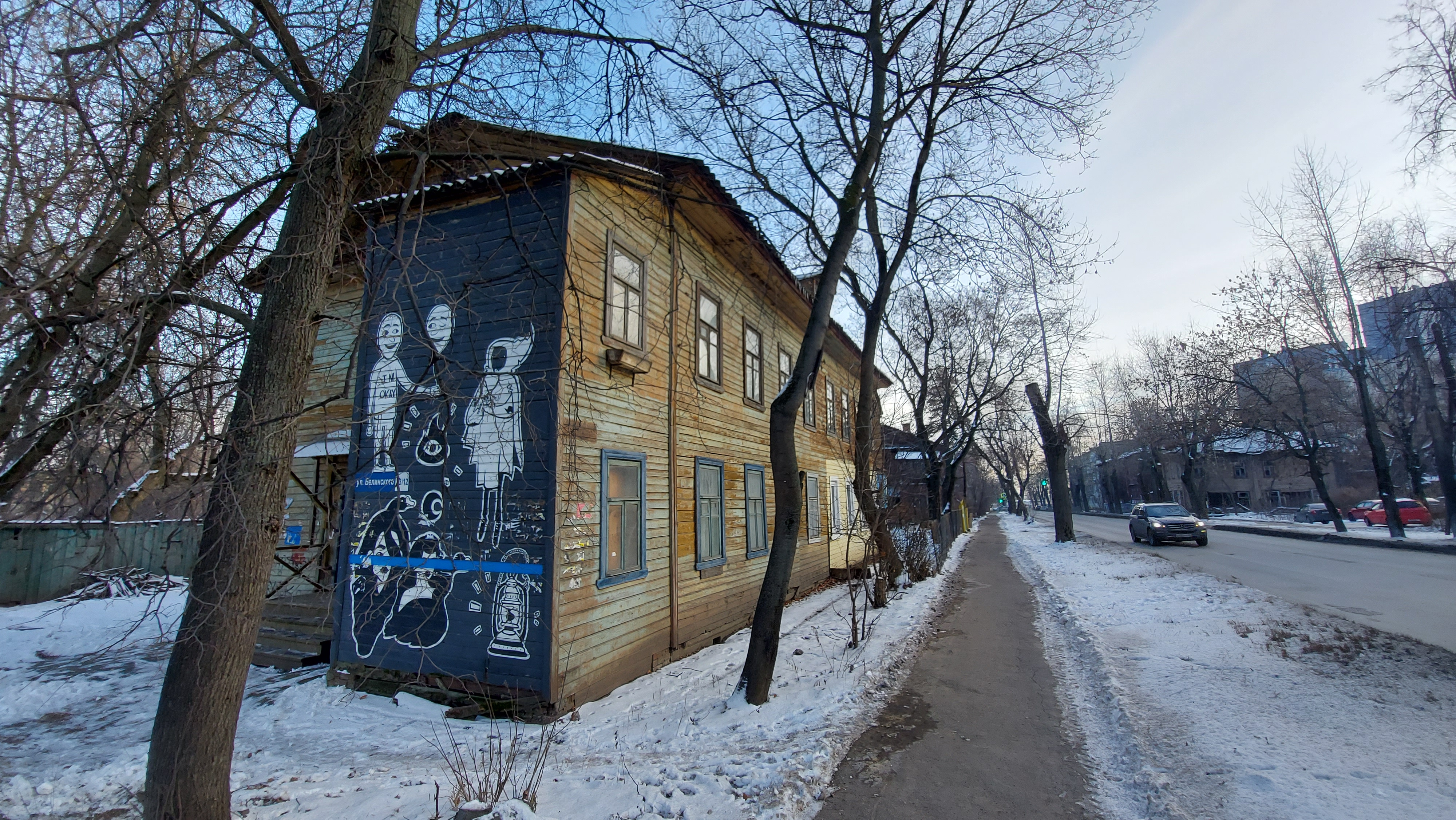
Дом № 33 в квартале «Красный просвещенец»

## Транспорт
- Автобусные социальные маршруты:
  - № 2 (Верхние Печёры — Автовокзал «Щербинки»)
  - № 16 (Площадь Максима Горького — Кузнечиха-2)
  - № 17 (пос. Берёзовский — А/С «Сенная»)
  - № 19 (Высоково — пос. Дачный)
  - № 20 (Аэропорт — ул. Деловая)
  - № 27 (Высоково — Сады)
  - № 28 (Улица Усилова — Щёлоковский хутор)
  - № 62 (Улица Усилова — Автовокзал «Щербинки»)
- Маршрутные такси:
  - № т31 (пл. Минина и Пожарского — ул. 40 лет Октября)
  - № т57 (Красное Сормово — Верхние Печёры)
  - № т83 (Соцгород-2 — Афонино)
- Трамвайные маршруты:
  - № 2 (Городское кольцо)
  - № 18 (пл. Лядова — Лапшиха — пл. Лядова) (ранее)
  - № 27 (Трамвайное депо № 1 — Московский вокзал) (ранее)